# Eparchia di Loveč

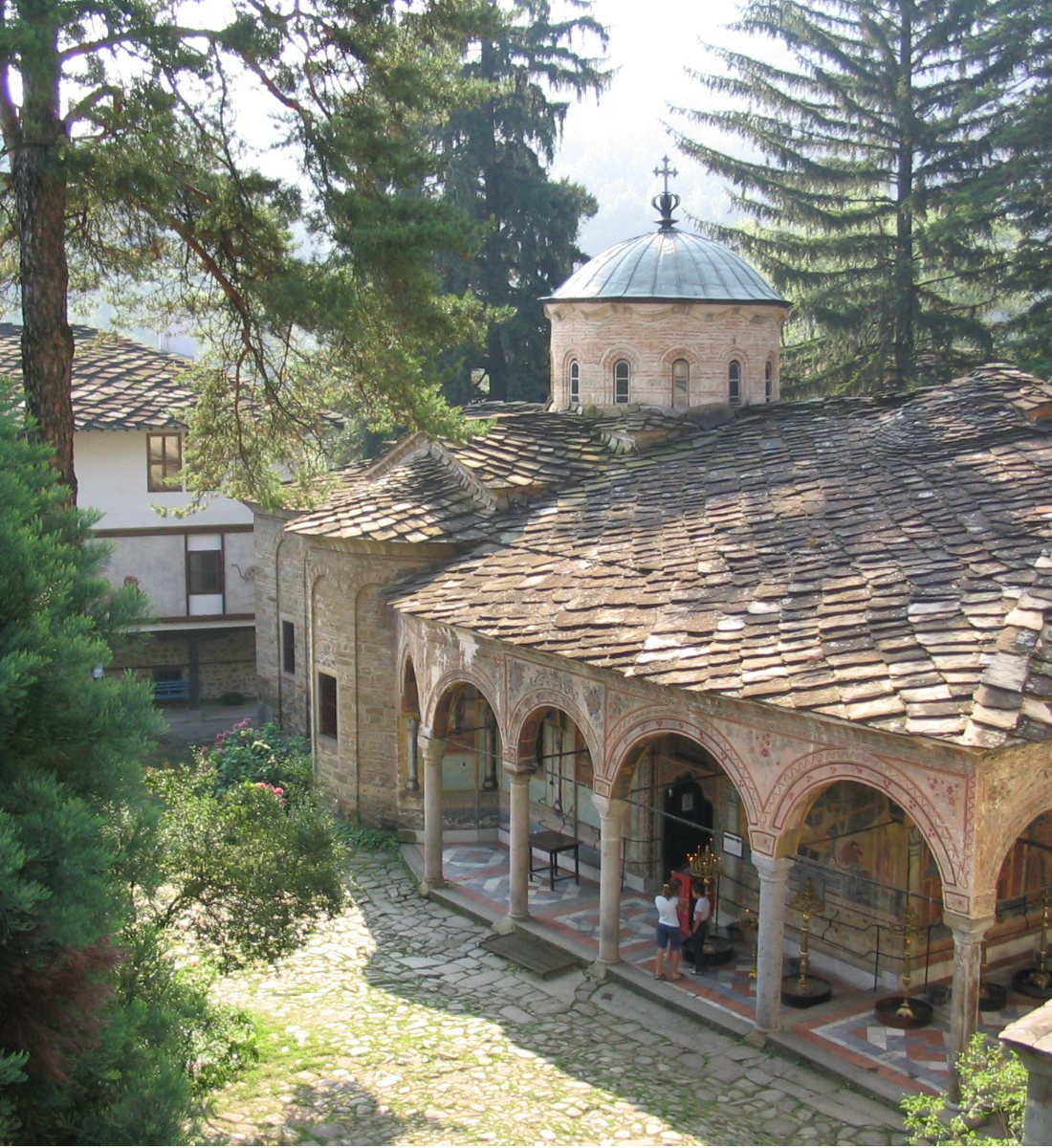
Il monastero di Trojan.

L'eparchia di Loveč (in bulgaro: Плевенска епархия) è un'eparchia della chiesa ortodossa bulgara con sede nella città di Loveč, in Bulgaria, presso la cattedrale della Santa Trinità, è in costruzione la nuova cattedrale dei Santi Cirillo e Metodio. L'eparchia conta 13 monasteri e 140 chiese ed è divisa in cinque vicariati: Loveč, Pirdop, Botevgrad, Trojan e Teteven.